# Henry Cavill

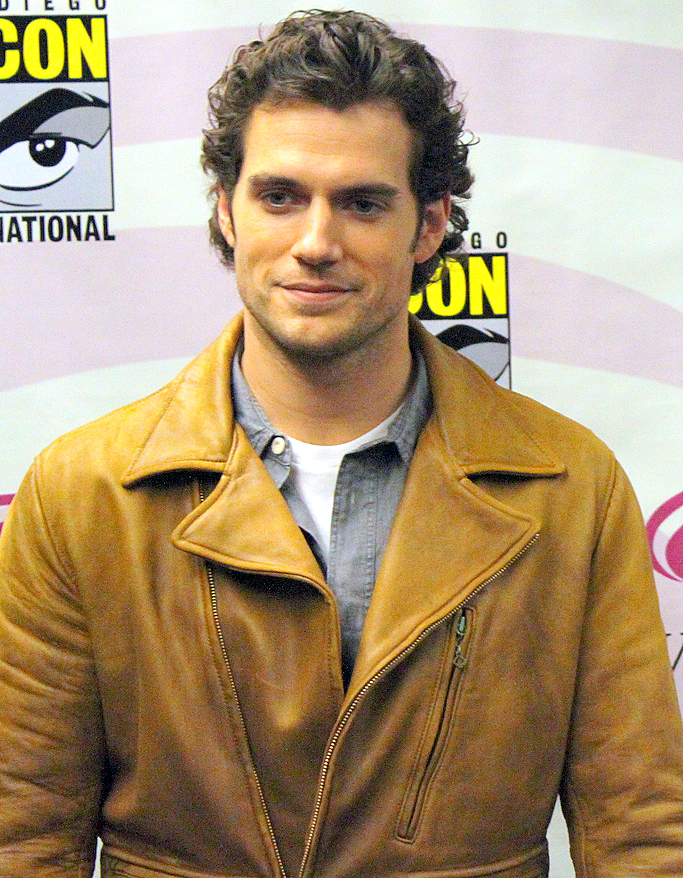
Henry Cavill (2011)

Henry William Dalgliesh Cavill (ur. 5 maja 1983 na Jersey) – brytyjski aktor, model oraz producent filmowy i telewizyjny. Odtwórca roli Supermana i Geralta z Rivii.

## Życiorys

### Wczesne lata
Urodził się na Jersey jako jeden z pięciu synów Marianne (z domu Dalgliesh), która pracowała jako sekretarka w banku, i Colina, maklera giełdowego. Ma trzech starszych braci: Piersa, Simona i Nicka oraz młodszego Charlesa.
Po ukończeniu St. Michael’s Preparatory School w Saint Saviour na Jersey, podjął naukę w szkole okrętowej Stowe School w Buckingham, gdzie występował w szkolnym przedstawieniu Sen nocy letniej Williama Shakespeare’a, musicalu Grease i 40 minut. W szkole Stowe uczył się na profilu historii, języka angielskiego i dramatu, jednak zrezygnował z napisania egzaminów końcowych z tych przedmiotów.

### Kariera
Debiutował na ekranie w filmie Laguna (2001) u boku Joego Mantegni, Emmanuelle Seigner i Charles’a Aznavoura. Rok później zagrał Alberta Mondego w ekranizacji powieści Aleksandra Dumasa Hrabia Monte Christo (The Count of Monte Cristo, 2002) z udziałem Jamesa Caviezela, Guya Pearce’a i Richarda Harrisa, pojawił się w jednym z odcinków serialu BBC Inspektor Lynley Mysteries (The Inspector Lynley Mysteries, 2002) oraz dramacie telewizyjnym Do widzenia panie Chips (Goodbye, Mr. Chips, 2002).
W kinowej adaptacji klasycznej baśni Czerwony Kapturek (Red Riding Hood, 2006) z Debi Mazar i Joeya Fatonego z boysbandu *NSYNC zagrał postać myśliwego. W serialu BBC/HBO Dynastia Tudorów (The Tudors) z Jonathanem Rhysem Meyersem wystąpił jako książę Suffolk Charles Brandon.
Po sukcesach w telewizji, trafił na casting do głównych ról w filmach: Superman: Powrót (2006), Casino Royale (2006), Mroczny Rycerz (2008) i Zmierzch (2008), ale ostatecznie propozycje otrzymali: Brandon Routh, Daniel Craig, Christian Bale i Robert Pattinson. Dlatego został wybrany przez magazyn filmowy „Empire” jako „najbardziej pechowy człowiek w Hollywood”.
W 2009 został zaangażowany przez Woody’ego Allena do roli Randy’ego Lee Jamesa w komedii romantycznej Co nas kręci, co nas podnieca z Evan Rachel Wood. Wystąpił jako Tezeusz w filmie fantasy Immortals. Bogowie i herosi (2011).
Zack Snyder wybrał go do roli Supermana w filmie Człowiek ze stali (2013) i Batman v Superman: Świt sprawiedliwości (2016) z Benem Affleckiem w roli Batmana. Pojawił się w tej roli także w filmie Liga Sprawiedliwości, lecz później miał w DCEU jedynie cameo w filmie Black Adam. W kolejnych filmach, już pod szyldem DCU, Supermana ma grać David Corenswet.
Był na okładkach takich magazynów jak „Details”, „Muscle & Fitness”, „Esquire”, „Empire”, „GQ”, „Men’s Fitness” czy „Men’s Health”.
W 2018 roku otrzymał rolę Geralta w serialu o Wiedźminie produkowanym przez Netfliksa. Pierwszy sezon serialu, składający się z 8 odcinków, miał premierę 20 grudnia 2019, a drugi pojawił się 17 grudnia 2021. W czwartej serii ma go zastąpić Liam Hemsworth.
Cavill ma zagrać w filmie In The Grey Guya Ritchiego, a także pojawić się w nowej wersji Nieśmiertelnego, w reżyserii Chada Stahelskiego, oraz aktorskim filmie o Voltronie.

## Życie prywatne

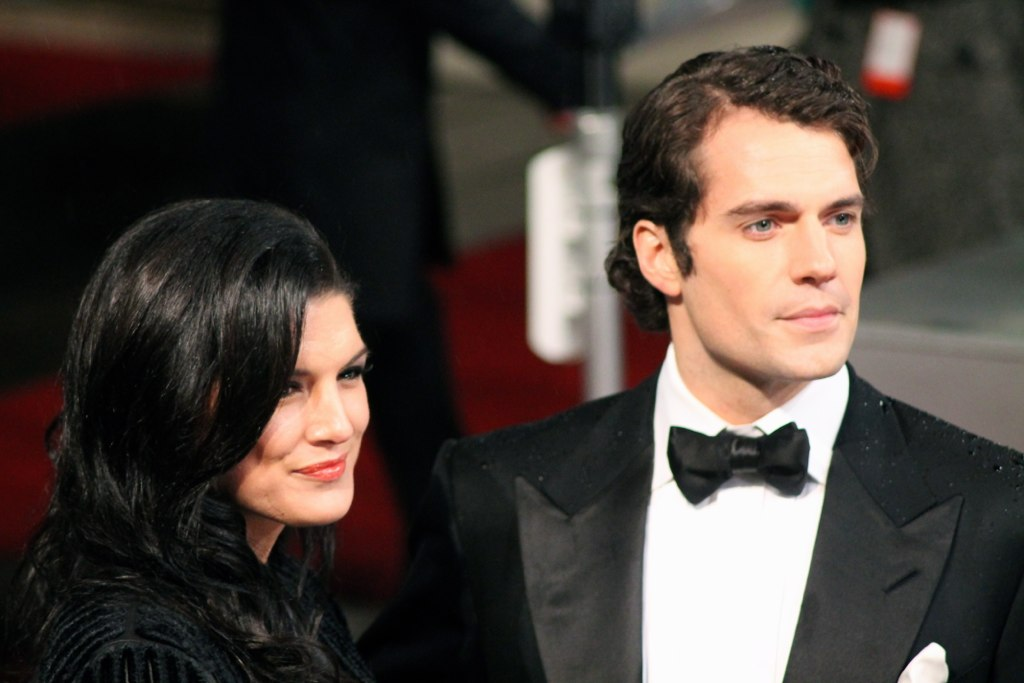
Gina Carano i Henry Cavill (2013)

Cavill był w latach 2011–2012 zaręczony z Ellen Whitaker. Był też w związkach z Giną Carano, Kaley Cuoco oraz Lucy Cork.
10 kwietnia 2021 ogłosił na Instagramie swój związek z producentką telewizyjną Natalie Viscuso.
Posiada psa rasy akita amerykańska, o imieniu Cal.
Jest fanem fantastyki i gier komputerowych. Grał m.in. w serię Wiedźmin, co przyczyniło się do obsadzenia go w roli Geralta.

## Filmografia
- 2001: Laguna jako Thomas Aprea
- 2002: Goodbye, Mr. Chips jako żołnierz Colley
- 2002: Inspektor Lynley (The Inspector Lynley Mysteries: Well Schooled in Murder) jako Chas Quilter
- 2002: Hrabia Monte Christo (The Count of Monte Cristo) jako Albert Mondego
- 2003: Morderstwa w Midsomer (Midsomer Murders) jako Simon Mayfield (sezon 7, odcinek 1: The Green Man)
- 2003: Nie oddam zamku (I Capture the Castle) jako Stephen Colley
- 2005: Hellraiser: Hellworld.com (Hellraiser: Hellworld) jako Mike
- 2005: Hellraiser: Sekta (Hellraiser: Deader) jako Mike
- 2006: Czerwony Kapturek (Red Riding Hood) jako Łowczy
- 2006: Tristan i Izolda (Tristan & Isolde) jako Melot
- 2007: Gwiezdny pył (Stardust) jako Humphrey
- 2007–2010: Dynastia Tudorów (The Tudors) jako Charles Brandon
- 2009: Co nas kręci, co nas podnieca (Whatever Works) jako Randy Lee James
- 2009: Nienasycony (Town Creek, Blood Creek) jako Evan Marshall
- 2011: Immortals. Bogowie i herosi (Immortals) jako Tezeusz
- 2012: Zimne światło dnia (The Cold Light of Day) jako Will Shaw
- 2013: Człowiek ze stali jako Clark Kent / Superman
- 2015: Kryptonim U.N.C.L.E. (The Man From U.N.C.L.E.) jako Napoleon Solo
- 2016: Batman v Superman: Świt sprawiedliwości jako Clark Kent / Superman
- 2017: Liga Sprawiedliwości jako Clark Kent / Superman
- 2017: Sand Castle jako kapitan Syverston
- 2018: Nocny łowca (Night Hunter) jako porucznik Marshall
- 2018: Mission: Impossible – Fallout jako August Walker
- 2019–2023: Wiedźmin (The Witcher) jako Geralt z Rivii
- 2020: Enola Holmes jako Sherlock Holmes
- 2021: Liga Sprawiedliwości Zacka Snydera jako Clark Kent / Superman
- 2022: Enola Holmes 2 jako Sherlock Holmes
- 2022: Black Adam jako Superman (cameo)
- 2024: Argylle – Tajny szpieg (Argylle[11]) jako Argylle
- 2024: Ministerstwo niebezpiecznych drani (The Ministry of Urgentlemanly Warfare[11]) jako Gus March-Phillips
- 2024: Deadpool & Wolverine jako „Cavillrine” (cameo[11])
- 2025: In The Grey[11] (w postprodukcji)